# Juan de Castro
Juan de Castro (Valência, 19 de fevereiro de 1461 - Roma, 29 de setembro de 1506) foi um cardeal do século XVI.

## Primeiros anos
Nasceu em Valência em 22 de março de 1431. De uma família nobre. Filho de Pedro Galcerán de Castre-Pinòs y Tramaced e Blanca de Só, viscondessa de Évol. Seu primeiro nome também está listado como Giordano; e seu sobrenome como Castre-Pinòs; e como de Castro e de Pinós. Chamado de Cardeal de Agrigento.

## Juventude
Clérigo da diocese de Elne. Familiar do Cardeal Rodrigo de Borja, futuro Papa Alexandre VI. Abade de Fossanuova.

## Episcopado
Eleito bispo de Agrigento em 19 de fevereiro de 1479; confirmado, 20 de março de 1479; ocupou a sé até sua morte. Consagrado (nenhuma informação encontrada). Ele participou do conclave de 1484 como um de seus muitos guardiões. Nomeado prefeito do Castello Sant'Angelo, Roma, pelo Papa Alexandre VI.

## Cardinalato
Criado cardeal-presbítero no consistório de 19 de fevereiro de 1496; recebeu o barrete vermelho e o título de S. Prisca, em 24 de fevereiro de 1496. Protetor ou governador dos hospitais dos catalães em Roma desde 1496. Desde a sua promoção ao cardinalato, viveu em Roma permanentemente, participando das cerimônias, consistórios e festas religiosas e celebração de missas; foi o executor do testamento do cardeal Bartolomé Martí. Administrador da Sé de Schleswig, 6 de novembro de 1499; ocupou o cargo até 29 de julho de 1502. Em 12 de março de 1500, o rei de Espanha proibiu-o de se intrometer nos assuntos do mosteiro de Pedralbes, onde duas madres superioras disputavam a sua autoridade. Abade comendador do mosteiro de Novi Campi, diocese de S. Severino, 14 de outubro de 1500. Abade comendador do mosteiro cisterciense de S. Maria de Gubino, diocese de Gênova. No dia 27 de dezembro de 1502, festa de São João Evangelista, não pôde celebrar a missa por causa da chiragra; pôde celebrar em 2 de fevereiro de 1503 a festa da Purificação de Nossa Senhora. Participou do primeiro conclave de 1503, que elegeu o Papa Pio III. Participou do segundo conclave de 1503, que elegeu o Papa Júlio II. Obteve a sé de Malta em 1504, apesar do rei de Espanha a ter solicitado para outro candidato; em 30 de abril de 1504, o rei escreveu ao seu embaixador em Roma pedindo-lhe que solicitasse a renúncia do cardeal; (nenhuma informação foi encontrada sobre o resultado da disputa).
Morreu em Roma em 29 de setembro de 1506. Sepultado na igreja de S. Maria del Popolo, Roma; seu mausoléu fica do lado direito da capela da Natividade